# 473

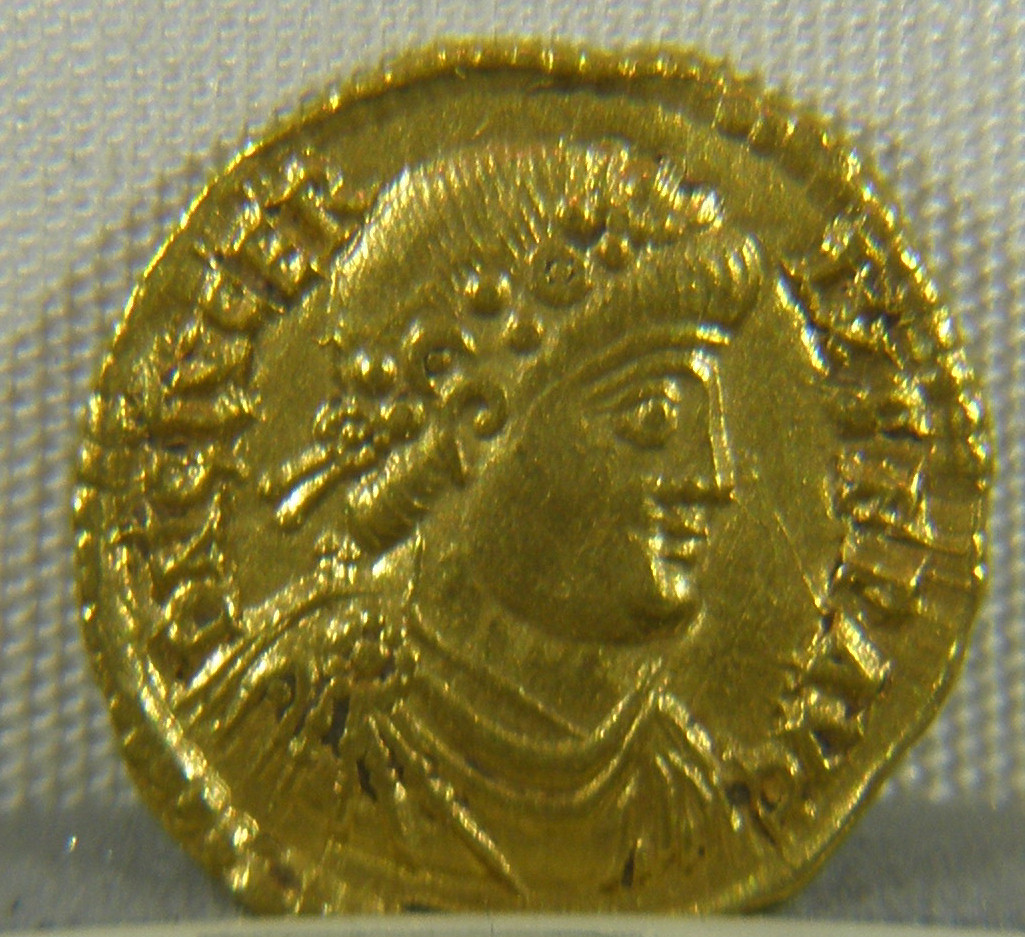
Solidus van keizer Glycerius (r. 473-474)

Het jaar 473 is het 73e jaar in de 5e eeuw volgens de christelijke jaartelling.

## Gebeurtenissen

### Italië
- 3 maart - Gundobad (neef van Ricimer) verklaart Glycerius tot keizer van het West-Romeinse Rijk. Hij wordt niet erkend door de Oost-Romeinse keizer Leo I en wijst op zijn beurt Julius Nepos aan als legitieme troonopvolger.
- De Ostrogoten onder leiding van Vidimir verlaten Pannonië en bereiken Noord-Italië. Na onderhandelingen geeft Glycerius ze toestemming zich te vestigen in Gallië Cisalpina. Aldaar sluit Vidimir een bondgenootschap met de Visigoten.

### Balkan
- De moord op Aspar lokt in het Oost-Romeinse Rijk een Gotische opstand uit, die keizer Leo I alleen kan beëindigen door verschillende concessies te doen aan hun leider Theoderic Strabo - een jaarlijkse betaling van 2.000 pond goud, een keizerlijk generaalschap voor Strabo en erkenning van hem als de enige Gotische leider met wie Constantinopel te maken zal krijgen.
- Theodorik de Oudere volgt Valamir op als koning van de Ostrogoten. Hij sluit een foederati-verdrag met Leo I en krijgt de titel magister militum voor acht jaar.

### Europa
- Gundobad keert na het overlijden van zijn vader Gundioc terug naar Bourgondië. In het koninkrijk breekt een burgeroorlog uit tussen zijn drie broers Chilperik, Godegisel en Gundomar.

### Klein-Azië
- 23 oktober - De 6-jarige Leo II wordt door Leo I tot caesar benoemd en toekomstig troonopvolger van het Oost-Romeinse Rijk. Hij overlijdt echter een jaar later.

### India
- Kassapa I (r. 473-491) komt aan de macht als koning van Ceylon en laat de citadel van Sigiriya bouwen. De vestingstad wordt voorzien van een klooster en siertuinen.

## Overleden
- Auxentius van Dorostorum, bisschop en theoloog
- Euthymius de Grote (94), kluizenaar en bisschop
- Gundioc, koning van de Bourgondiërs
- Valamir, koning van de Ostrogoten
- Vidimir, koning van de Ostrogoten